# Колледж Демавенд
Колледж Дамаванд — ныне закрытое частное учреждение высшего образования для женщин (Иран), которое в 1974 году был преобразовано в государственный университет. Колледж предлагал четырёхлетнюю межкультурную программу в области гуманитарных наук в 1968—1979 годах под наблюдением министерства высшего образования Ирана в Тегеране. Этот вуз в действительности являлся миссионерским американским институтом и в 1972 году была выпущена первая группа выпускников, число которых составляло 60 человек и до 1978 было увеличено до 162. В 1977/78 годах, в нём уже училось более 800 иранских и иностранных студентов. В течение исламской революции (в январе 1978 — феврале 1979 годов), которая включала в себя и культурную революцию в Иране, Колледж Дамаванд был закрыт навсегда. Его здание находится на северо-востоке Тегерана и в настоящее время является главным филиалом университета заочного обучения университета Пайаме Нур. В годы существования колледжа Дамаванд, в течение четырёх лет его возглавлял профессор Ди Рэй Хайси (1932—2011), доктор коммуникационных наук из Кентского государственного университета.